# Tornabenea insularis
Tornabenea insularis är en flockblommig växtart som beskrevs av Ernst Hans Ludwig Krause. Tornabenea insularis ingår i släktet Tornabenea och familjen flockblommiga växter. Inga underarter finns listade i Catalogue of Life.